# 小湊悠貴
小湊 悠貴（こみなと ゆうき）は日本の小説家。

## 概要
神奈川県出身、在住。『スカーレット・バード―天空に咲く薔薇―』で2013年ロマン大賞佳作受賞。コバルト文庫に『十三番目の女神は還らない』『七番目の姫神は語らない』、集英社オレンジ文庫に『ゆきうさぎのお品書き』シリーズ、『ホテルクラシカル猫番館』シリーズがある。9月24日生まれの天秤座。

## 著書

### コバルト文庫
- スカーレット・バード 天空に咲く薔薇（絵：瀬菜チナリ）2014年4月1日発売 ISBN 978-4-08-601800-5
- 黒猫館の夢見る天使 三日月伯爵とパリの約束（絵：花岡美莉）2015年5月1日発売 ISBN 978-4-08-601858-6
- 十三番目の女神は還らない 眠れる聖女と禁断の書（絵：椎名咲月）2017年6月1日発売 ISBN 978-4-08-608026-2
- 七番目の姫神は語らない 光の聖女と千年王国の謎（絵：椎名咲月）2016年12月27日発売 ISBN 978-4-08-608041-5

### 集英社オレンジ文庫

#### ゆきうさぎのお品書きシリーズ
絵：イシヤマアズサ、全10巻
1. ゆきうさぎのお品書き 6時20分の肉じゃが 2016年2月19日発売 ISBN 978-4-08-680067-9
2. ゆきうさぎのお品書き 8月花火と氷いちご 2016年7月20日発売 ISBN 978-4-08-680094-5
3. ゆきうさぎのお品書き 熱々おでんと雪見酒 2017年1月20日発売 ISBN 978-4-08-680116-4
4. ゆきうさぎのお品書き 親子のための鯛茶漬け 2017年7月20日発売 ISBN 978-4-08-680141-6
5. ゆきうさぎのお品書き 祝い膳には天ぷらを 2017年12月14日発売 ISBN 978-4-08-680164-5
6. ゆきうさぎのお品書き あじさい揚げと金平糖 2018年6月21日発売 ISBN 978-4-08-680197-3
7. ゆきうさぎのお品書き 母と娘のちらし寿司 2018年11月20日発売 ISBN 978-4-08-680219-2
8. ゆきうさぎのお品書き 白雪姫の焼きりんご 2019年6月21日発売 ISBN 978-4-08-680258-1
9. ゆきうさぎのお品書き 風花舞う日にみぞれ鍋 2020年01月17日発売 ISBN 978-4-08-680297-0
10. ゆきうさぎのお品書き あらたな季節の店開き 2020年6月19日発売 ISBN 978-4-08-680324-3

#### ホテルクラシカル猫番館シリーズ
絵：井上のきあ、全7巻
1. ホテルクラシカル猫番館 横浜山手のパン職人 2019年5月17日発売 ISBN 978-4-08-680251-2
2. ホテルクラシカル猫番館 横浜山手のパン職人 2 2019年12月19日発売 ISBN 978-4-08-680290-1
3. ホテルクラシカル猫番館 横浜山手のパン職人 3 2020年10月21日発売 ISBN 978-4-08-680345-8
4. ホテルクラシカル猫番館 横浜山手のパン職人 4  2021年4月20日発売 ISBN 978-4-08-680375-5
5. ホテルクラシカル猫番館 横浜山手のパン職人 5 2021年12月17日発売 ISBN 978-4-08-680421-9
6. ホテルクラシカル猫番館 横浜山手のパン職人 6 2022年6月17日発売 ISBN 978-4-08-680454-7
7. ホテルクラシカル猫番館 横浜山手のパン職人 7 2022年12月20日発売 ISBN 978-4-08-680480-6

#### ノンシリーズ
- 若旦那さんの「をかし」な甘味手帖 北鎌倉ことりや茶話（絵：moko）2023年12月19日発売 ISBN 978-4-08-680534-6

#### アンソロジー
- とっておきのおやつ。 5つのおやつアンソロジー（絵：イシヤマアズサ）2018年9月20日発売 ISBN 978-4-08-680213-0

### 集英社みらい文庫

#### おりひめ寮からごきげんよう
絵：なもり、既刊2巻
1. おりひめ寮からごきげんよう ドキドキの新生活! となりの男子寮とは交流禁止!? 2023年12月25日発売 ISBN 978-4-08-321820-0
2. おりひめ寮からごきげんよう 七夕に願いを! 女子と男子が仲なおり!? 2024年7月19日発売 ISBN 978-4-08-321856-9

## コミカライズ
- ゆきうさぎのお品書き 1 (ヤングジャンプコミックス) 木田翔一 2017年7月19日発売 ISBN 978-4-08-890717-8
- ゆきうさぎのお品書き 2 (ヤングジャンプコミックス) 木田翔一 2017年10月19日発売 ISBN 978-4-08-890796-3
- ゆきうさぎのお品書き 1 6時20分の肉じゃが（マーガレットコミックスDIGITAL）桜庭ゆい 2019年12月25日 ASIN B082LPJZHL
- ゆきうさぎのお品書き 2 6時20分の肉じゃが（マーガレットコミックスDIGITAL）桜庭ゆい 2019年12月25日 ASIN B082M7HTDJ
- ゆきうさぎのお品書き 3 9時59分の思い出プリン（マーガレットコミックスDIGITAL）桜庭ゆい 2019年12月25日 ASIN B082LQBH53
- ゆきうさぎのお品書き 4 9時59分の思い出プリン（マーガレットコミックスDIGITAL）桜庭ゆい 2019年12月25日 ASIN B082LT4MS4
- ゆきうさぎのお品書き 5 14時5分のランチタイム（マーガレットコミックスDIGITAL）桜庭ゆい 2019年12月25日 ASIN B082LS53QJ
- ゆきうさぎのお品書き 6 14時5分のランチタイム（マーガレットコミックスDIGITAL）桜庭ゆい 2019年12月25日 ASIN B082M2L45S
- ゆきうさぎのお品書き 7 23時の愛情鍋（マーガレットコミックスDIGITAL）桜庭ゆい 2020年12月24日 ASIN B08Q7V3L8D
- ゆきうさぎのお品書き 8 23時の愛情鍋（マーガレットコミックスDIGITAL）桜庭ゆい 2020年12月24日 ASIN B08Q86FYVJ
- ゆきうさぎのお品書き 9 2月と大樹のとろとろ角煮（マーガレットコミックスDIGITAL）桜庭ゆい 2020年12月24日 ASIN B08Q7SBN6S